# Agenda 2010
L’agenda 2010 est le nom d’un ensemble de réformes menées en Allemagne par la coalition rouge-verte dirigée par Gerhard Schröder entre 2003 et 2005. Ces réformes ont porté principalement sur le marché du travail (réformes Hartz) et des assurances sociales.

## Contexte
À la fin des années 1990, l'Allemagne subit une augmentation forte du chômage et de ses dépenses publiques. La croissance économique est très faible. Les investissements qui aboutissaient en Allemagne s'en détournent pour nourrir des pays périphériques d'Europe de l'Est, où la main d’œuvre est bon marché. Alors que l'économie américaine avait crû de 3,2 % entre 1995 et 2005, et les britannique et française de 2,9 % et 2,1 %, le PIB allemand n'avait augmenté que de 1,4 %.
Le gouvernement commande à Peter Hartz, industriel du groupe Volkswagen, un rapport sur les moyens de sortir de cette impasse. Le rapport final est présenté en août 2002 et propose une panoplie de mesures qui déboucheront sur les réformes Hartz.
L'agenda est annoncé lors d'un discours au Bundestag par Schröder le 14 mars 2003. Il propose que l'agenda soit centré sur l'économie, la sécurité sociale, et la place de l'Allemagne sur le marché international. Le chancelier charge Hans Eichel, son ministre des Finances, de s'occuper d'une partie des réformes.

## Contenu
Eichel met en place des réductions d'impôts, notamment pour les plus riches, et coupe dans le budget de la sécurité sociale. Il réduit également les pensions de retraite, ainsi que les assurances chômage.
La loi Hartz I, dite loi pour la modernisation des prestations de services, entre en vigueur en 2003. Elle crée des services d’intérim appelés PSA. Le recours à l'intérim était simplifié, de sorte qu'un employeur puisse recruter et licencier facilement. Les PSA sont supprimés du fait de leur échec, mais ils causent tout de même une augmentation forte du nombre de travailleurs intérimaires précaires (800 000 personnes). Les chômeurs sont obligés d'accepter des offres d'emploi qui ne correspondent pas à leurs qualifications, ce qui cause des baisses de salaire.
La loi Hartz II permet à l’État de distribuer des aides à la création d’entreprise. Les aides ont été supprimées en 2006, faute de résultats probants. La loi favorise également les petits boulots grâce à des contrats courts, précaires et peu taxés. La loi Hartz III restructure l'agence fédérale du travail et les caisses sociales. 
Une vaste réforme des retraites est aussi mise en place, modifiant l'âge de départ à la retraite de 63 à 67 ans de manière progressive. Les cotisations d'assurance maladie sont aussi relevées. 

## Conséquences

### Chute de la coalition rouge-verte
Les réformes sont contestées au sein du parti de Gérard Schröder, qui tenait jusqu'alors une ligne social-démocrate. Le gouvernement doit attendre d'être en position de force en termes de sièges au parlement pour proposer l'agenda. Très controversées au sein du SPD, les réformes de l'Agenda 2010 provoquent le départ de 200 000 adhérents et le déclin électoral du parti depuis 2005. Schröder perd les élections suivantes, qui mènent Angela Merkel au pouvoir.

### Augmentation de la pauvreté
Le nombre de travailleurs intérimaires passe de 300 000 en 2000 à plus d'un million en 2016. Dans le même temps, la proportion des travailleurs pauvres est passée de 18 à 22 %. Les inégalités augmentent également.
Les salaires sont comprimés par l'agenda et continuent de baisser tandis que la productivité allemande et ses exportations augmentent.

### Augmentation du taux de croissance et réduction du chômage
Entre fin 2005 et fin 2008, 1,5 million d'emplois sont créés. Le taux de croissance annuel est de 3% en 2006, 2,5% en 2007 (malgré une augmentation de la TVA qui a un effet récessif), et même 1,3% en 2008. Le déficit budgétaire passe de 74,2 milliards d'euros en 2005 à 3,3 milliards en 2008.